# Bordetella pseudohinzii
Bordetella pseudohinzii es una bacteria gramnegativa del género Bordetella. Fue descrita en el año 2016. Su etimología hace referencia a parecida a Bordetella hinzii. Es aerobia y móvil. Catalasa y oxidasa positivas. Forma colonias traslúcidas, no pigmentadas y con márgenes lisos en agar Bordet-Gengou tras 48 horas de incubación. Temperatura óptima de crecimiento de 37 °C. Tiene un contenido de G+C de 66,6%. Se ha aislado de la orofaringe de ratones de laboratorio en Estados Unidos, Alemania, Japón y Malasia. 